# AN/UQN-4
AN/UQN-4 (коммерческое обозначение Model 9057) — американский эхолот. Является стандартным оборудованием любого корабля ВМС США, Береговой охраны и Береговой геодезической службы США, а также гражданских судов США и многих иностранных государств. 
Разработан для замены устаревшего эхолота AN/UQN-1 (Model 185). Отличается от прототипа большей точностью и лучшим функционированием на мелководье. 
Диапазон измеряемых глубин — от 1,2 м до 11 км, точность измерения — 5–10% от измеряемой глубины.
Зондирующий сигнал частотой 12 кГц формируется пьезокерамическим излучателем, состоящим из 15 элементов на основе цирконата-титаната свинца. Также поставляются альтернативные немагнитные излучатели для тральщиков, и излучатели для подводных лодок с максимальной глубиной 1,8 км и максимальным внешним давлением 210 атм. 
Результаты измерения отображаются на дисплее или цифровом индикаторе в футах или морских саженях в пяти режимах отображения:
- 0—600 футов (0—180 м)
- 0—600 морских саженей (0—1,1 км) короткие импульсы
- 0—600 морских саженей (0—1,1 км) длинные импульсы
- 0—6000 морских саженей (0—11 км) короткие импульсы
- 0—6000 морских саженей (0—11 км) длинные импульсы

Информация о глубине фиксируется также на бумажной ленте самописца.
Эхолот обеспечивает функцию слежения за дном во избежание ложных срабатываний от косяков рыб и скоплений планктона, а также регулировку мощности излучателя. Может использоваться как пассивный приёмник. Возможна передача цифровой информации о глубине по кабелю на удалённый индикатор или компьютер на расстояние до 300 м.
В состав оборудования входит индикатор глубины ID-1566/UQN-4 и цифро-аналоговый преобразователь CV-2465/UQN-4.